# Шмидт, Павел Павлович
Павел Павлович Шмидт (1873, Санкт-Петербург — 30 апреля 1942, Орджоникидзе, Северная Осетия, СССР) — российский и советский гражданский инженер, архитектор. По его проектам были построены различные здания во Владикавказе, некоторые из которых сегодня являются объектами культурного наследия федерального и регионального значения. Один из создателей архитектурного облика Владикавказа.

## Биография
Родился в 1873 году в Санкт-Петербурге в семье российского немца Павла Шмидта и его жены урождённой Рябининой. Осиротел в раннем возрасте и воспитывался дядей, управлявшем «Нотной типографией Шмидта и Юргенсона» в Санкт-Петербурге. Закончил гимназию с золотой медалью, после чего поступил на архитектурный и сантехнический факультеты Института гражданских инженеров. По окончании института с отличием был отправлен в командировку в страны Европы. По возвращении в Санкт-Петербург обслуживал центральное отопление в Эрмитаже.
Из-за болезни жены переехал вместе с ней во Владикавказ, где устроился на работу младшим инженером Терское строительное управление. В 1907 году построил собственный дом на Евдокимовской улице. С 1909 года — помощник начальника строительного отдела и позднее областной архитектор Терской области.
В 1934 году переехал вместе с семьёй в дом на улице Тамаева, предоставив свой особняк под театральное общежитие. Преподавал в Горском сельскохозяйственном институте и в Институте цветных металлов. С 1938 года возглавлял кафедру теоретической механики в Институте цветных металлов.
После начала Великой Отечественной войны проектировал оборонительные сооружения и бомбоубежища. Скончался 30 апреля 1942 года во время строительства одного из фортификационных сооружений в окрестностях Владикавказа. 
Похоронен на Осетинском кладбище.

## Основные творения
- Здание Владикавказского отделения Государственного банка на улице Куйбышева, 4. Памятник культурного наследия[6];
- Кинематограф «Гигант» на проспекте Мира, 63 (в соавторстве). Памятник культурного наследия[6];
- Здание торговой фирмы «Киракозов—Оганов» на проспекте Мира, 38. Памятник культурного наследия[6];
- Дом архитектора Грозмани на улице Тамаева, 8. Памятник культурного наследия[6];
- Особняк адвоката Бёме на Павловском переулке, памятник культурного наследия[6];
- Здание почтово-телеграфной конторы на улице Максима Горького. Памятник культурного наследия[6];
- Особняк адвоката Далгата на улице Максима Горького, памятник культурного наследия регионального наследия[6];
- Здание Общества взаимного кредита на углу проспекта Мира и улицы Максима Горького, памятник культурного наследия[6];
- Здание Духовной семинарии (сегодня Медицинский институт) на Пушкинской улице
- Жилой дом завода «Стеклотары» на углу улицы Максима Горького, 12 и проспекта Мира (д. 8). Памятник истории культурного наследия[6];
- Жилой дом завода «Электроцинк» по улице Ростовской
- Собственный особняк на улице Максима Горького, памятник культурного наследия[6];
- Здание бывшего тубдиспансера (сегодня — школа № 6)
- Дом доктора Газданова — угол улиц Максима Горького и Бородинской
- Дом Лещенко на улице Максима Горького
- Дом Ханжи на улице Маркуса, 71.
- Молитвенный дом баптистов на проспекте Коста, 51 (в советское время был Домом культуры «Строитель»[7]).